# 郑守谦
郑守谦（1889年或1891年—1969年），字家作，号啬园，男，湖南长沙人，中国中医学家，曾任中国中医研究院西苑医院妇科主任，第四届全国政协委员。

## 家庭
子郑兆炽。